# Малая Юго-Восточная железная дорога
Малая Лискинская детская железная дорога  (сокр. МЛДЖД, ЛДЖД, ЮВДЖД) — детская железная дорога в городе Лиски.
Является учебным предприятием, предназначенным для погружения школьников в железнодорожное дело, представляющим собой настоящую железную дорогу со всем её техническим оснащением. Единственное отличие от «большой» железной дороги — ширина колеи.
Движение поездов осуществляется круглогодично — в летний период её обслуживают юные железнодорожники, а в остальное время — взрослые инструкторы.

## История

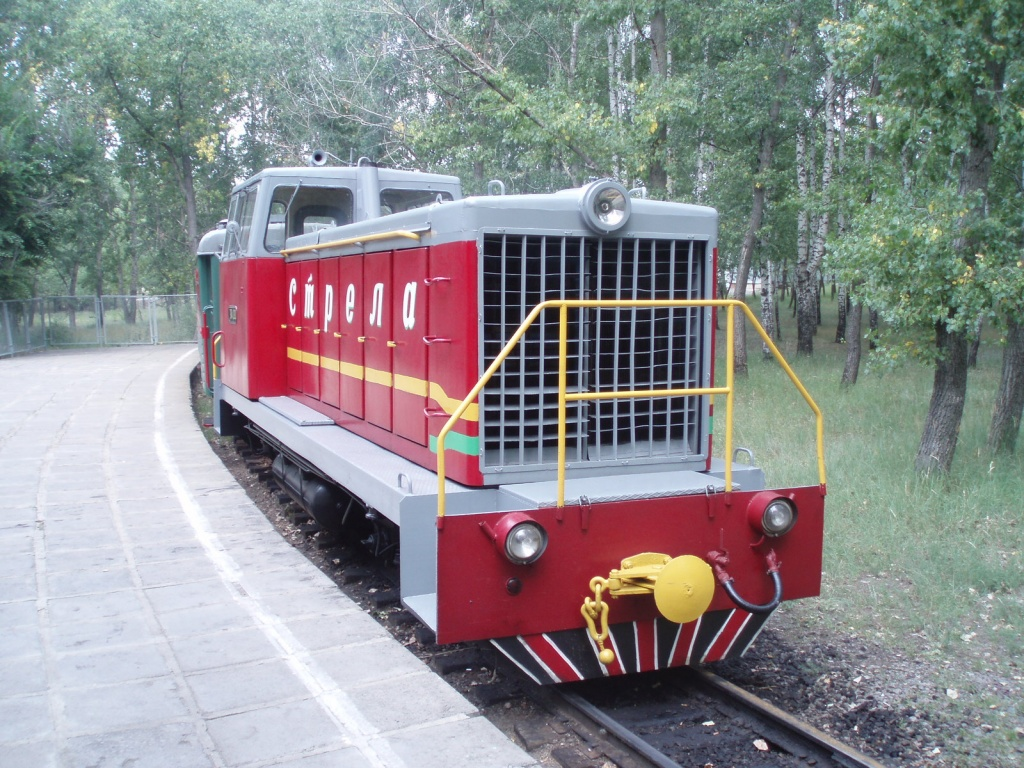
ТУ7А-2920 (2006 г.)

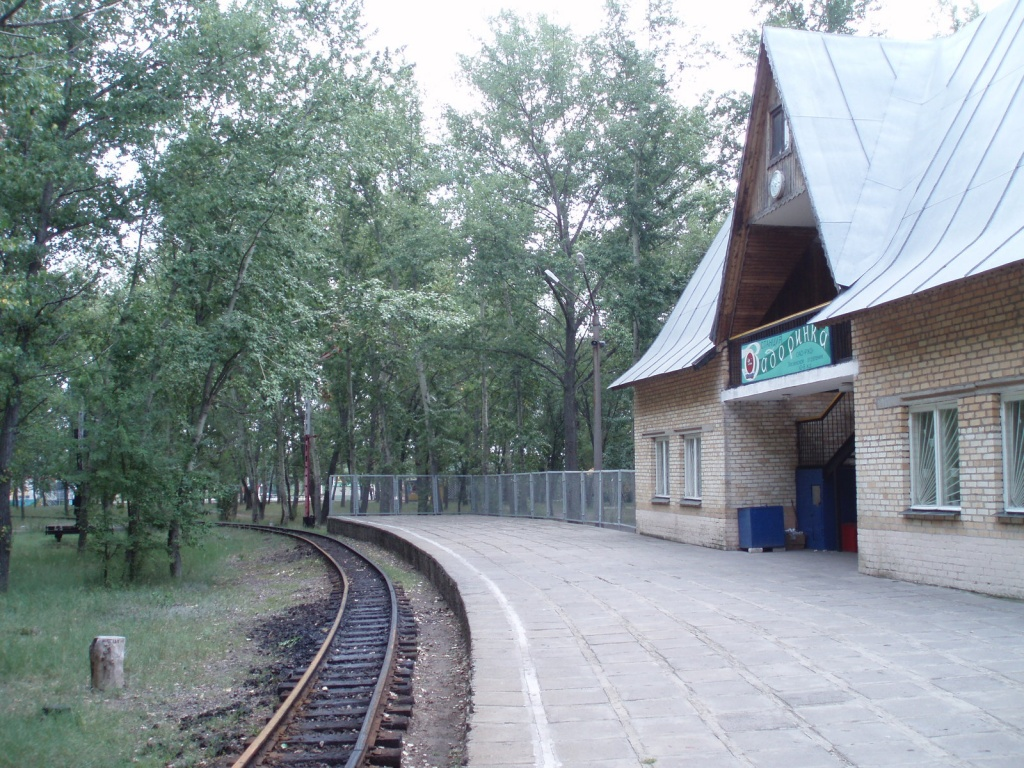
Станция Задоринка (2006 г.)

Строительство детской железной дороги в городе Георгиу-Деж (с 1991 года Лиски) началось в 1989 году по инициативе руководителя Георгиу-Дежского (Лискинского) отделения Юго-Восточной железной дороги Ивана Степановича Васильева. Дорога была открыта 6 августа 1989 года, в День железнодорожника.
Первым начальником детской железной дороги был Пётр Борисович Ирхин, до ухода на пенсию по возрасту работавший начальником вагонного депо Георгиу-Деж (Лиски). Штат сотрудников детской железной дороги состоял из 18 человек.
На дороге была построена одна станция, на которой разместилось депо. Линия детской железной дороги — кольцевая, протяжённостью около 1600 метров. Станция была названа Задоринка по предложению заслуженного учителя РСФСР Галины Николаевны Калашниковой. Название никак не связано с городской топонимикой.
На станции был построен учебный корпус («вокзал») — двухэтажное здание, в котором был установлен старинный станционный колокол (позднее он был украден). Кроме того, на станции был установлен макет семафора и загрузочная бадья, привезённая со станции Давыдовка. С помощью этой бадьи загружали углём паровозы-толкачи, которые в эпоху паровой тяги были необходимы на участке Давыдовка — Лиски, имеющем сложный профиль.

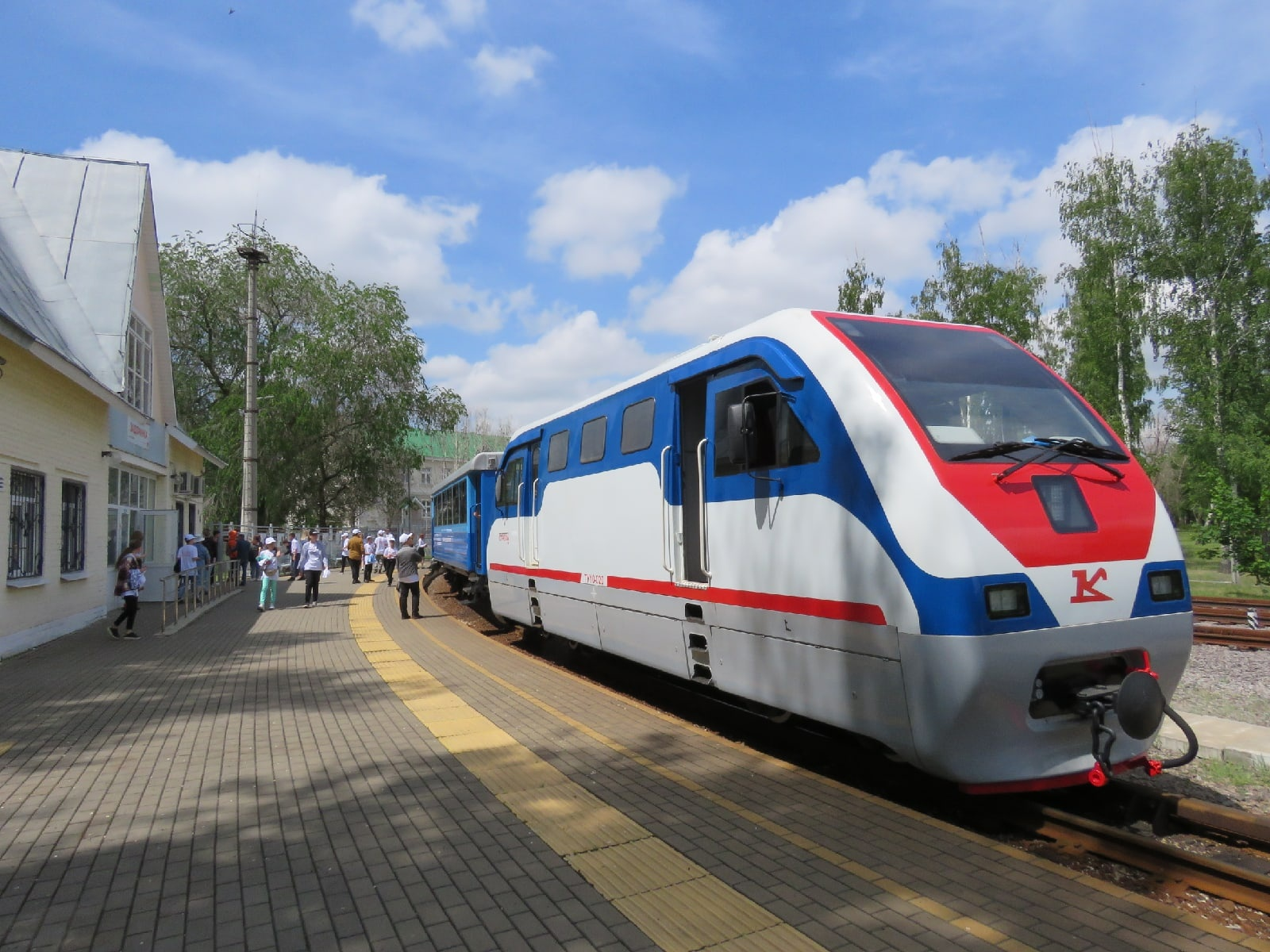
Тепловоз ТУ10-020 на открытии летней практики 2022 года.

Лискинская детская железная дорога стала первой и единственной «малой магистралью» Юго-Восточной железной дороги. Несмотря на это, название «Малая Юго-Восточная детская железная дорога» здесь не прижилось.
В 2012 году началась реконструкция детской железной дороги, в которую было вложено более 220 миллионов рублей. 23 апреля 2014 года состоялась церемония торжественного открытия обновлённой детской железной дороги, на которой юных железнодорожников поздравил исполняющий обязанности губернатора Воронежской области Алексей Гордеев.
В ходе реконструкции был построен новый двухэтажный учебный корпус, рассчитанный на 400 человек (школьников с 5 по 11 классы).
Перед зданием был установлен памятник заслуженному железнодорожнику Александру Лысенко.
После реконструкции Лискинская детская железная дорога обрела обновлённый подвижной состав, отличающийся от своих предшественников современным дизайном и большей комфортабельностью.

## Подвижной состав

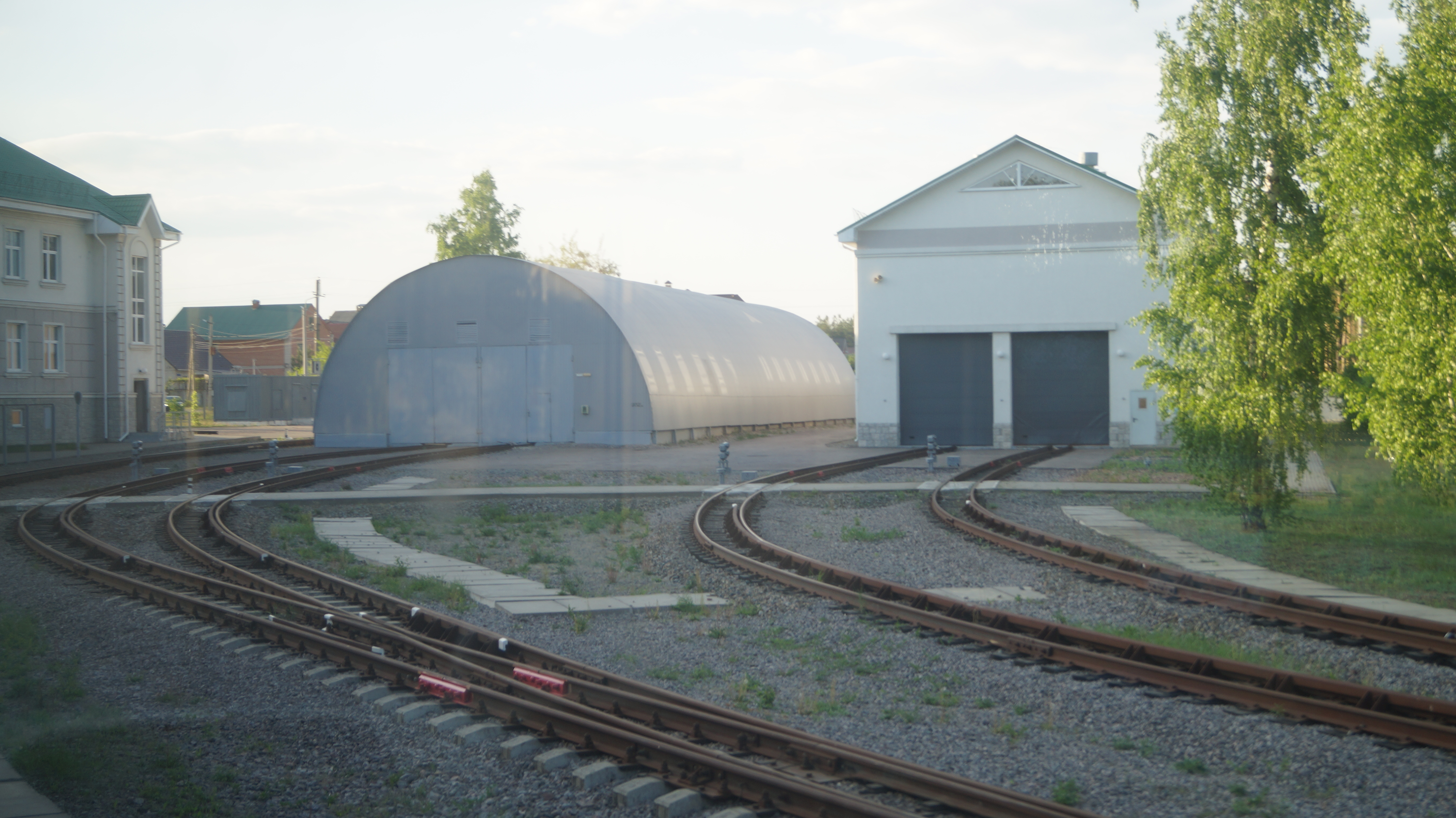
Здания депо

Тепловозы:
- ТУ7А-3352
- ТУ10-020

Вагоны:
- 4 вагона ВП750

## Примечание
1. 1 2  Молодежная политика - Детские железные дороги. www.rzd-expo.ru. Дата обращения: 11 января 2023. Архивировано 11 января 2023 года.
2. 1 2 3 4  Лиски. Детская железная дорога. www.dzd-ussr.ru. Дата обращения: 11 января 2023. Архивировано 11 января 2023 года.
3. 1 2 3 4  Лискинская Юго-Восточная детская железная дорога (станция Задоринка). Информационный портал города Лиски - Liski.Life. Дата обращения: 11 января 2023. Архивировано 25 января 2023 года.
4. ↑  Малая Юго-Восточная железная дорога. Информационный некоммерческий ресурс racechrono.ru (19 сентября 2022). Дата обращения: 11 января 2023. Архивировано 11 января 2023 года.
5. ↑  Открытие детской железной дороги в Лисках. Информационный портал города Лиски - Liski.Life (23 апреля 2014). Дата обращения: 22 января 2023. Архивировано 25 января 2023 года.